# 中央アフリカ共和国

中央アフリカ共和国
République centrafricaine  (フランス語)
Ködörösêse tî Bêafrîka  (サンゴ語)

国の標語：Unité, Dignité, Travail（フランス語）
統一、尊厳、労働
国歌：La Renaissance（フランス語）
E Zingo（サンゴ語）
再生
 

中央アフリカ共和国の位置

1. 

中央アフリカ共和国（ちゅうおうアフリカきょうわこく、フランス語: République centrafricaine、サンゴ語: Ködörösêse tî Bêafrîka）、通称中央アフリカは、アフリカ中央部にある国家である。北東はスーダン、東は南スーダン、南はコンゴ民主共和国、南西はコンゴ共和国、西はカメルーン、北はチャドと国境を接する内陸国。首都はバンギである。
独立以来クーデターが多発しており、政情は常に不安定な状態である。その影響で経済は低迷し続けており、後発開発途上国あるいは失敗国家のひとつに数えられる。2013年、反政府軍の侵攻によって当時のボジゼ政権が崩壊して以降、中央政府の支配は貧弱なものにとどまっており、各地に割拠した武装勢力の抗争が続いているため、治安の悪化が深刻となっている。

## 国名
正式名称はフランス語でRépublique centrafricaine（レピュブリク・サントラフリケーヌ）、通称Centrafrique（サントラフリク）。サンゴ語でKödörösêse tî Bêafrîka（コドロセセ・ティ・ベアフリカ）、通称Bêafrîka（ベアフリカ）。
英語ではCentral African Republic、略称はCAR。日本語の表記は中央アフリカ共和国。通称中央アフリカ。植民地時代の名称はウバンギ・シャリ (Oubangui-Cha-ri)。

## 歴史

### 19世紀まで

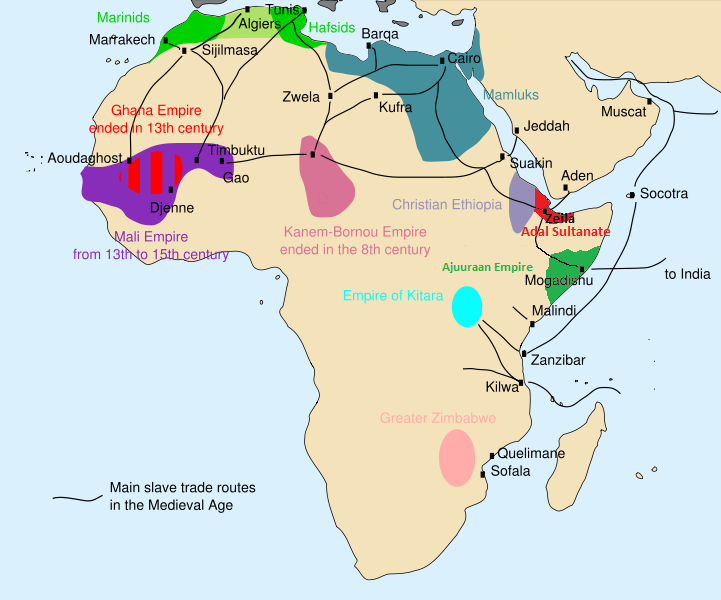
中世におけるアフリカの主要奴隷貿易路

17世紀以降、チャド湖周辺地域に割拠するカネム・ボルヌ帝国やバギルミ王国、その東に広がるワダイ王国やダルフール王国といった諸国は、アラブ人の奴隷貿易におけるサブサハラ地域の主要な奴隷供給地であったウバンギ川流域への侵攻を繰り返した。一方、19世紀にはこれら諸国の隣接地域から、戦闘や奴隷狩りを逃れるためウバンギ川流域への人口流入がおこり、北からはバンダ人が、西からはフラニ戦争を逃れたバヤ人が移住して来た。また、南東部にはアザンデ人が移住してきた。

### 植民地化
1885年のベルリン会議でアフリカ大陸内陸部の分割が本格化する中、1887年にフランスはベルギー王レオポルド2世と協定を結び、ウバンギ川右岸を自国領域と認めさせた。さらにフランスは1889年に前哨基地（現バンギ）を建設し、1894年、この地域はフランス領ウバンギ・シャリとなった。1910年にはウバンギ・シャリはフランス領コンゴ、フランス領ガボンとともにフランス領赤道アフリカを構成するようになった。1946年にはフランス本国議会への代表選出権を獲得し、1958年にはフランス第五共和国憲法国民投票に賛成、フランス共同体内の自治共和国となり国名を中央アフリカ共和国と改称した。自治共和国首相のバルテレミー・ボガンダは内相のダヴィド・ダッコや蔵相のアベル・グンバらを登用し国作りを進めたが1959年に飛行機事故で死亡し、ボガンダの後任にはダッコが就いた。

### 独立・ダッコ政権
1960年8月にフランスから独立し、ダッコはそのまま中央アフリカの初代大統領に就任した。ダッコ政権は就任後すぐに独裁化し、グンバなどの野党政治家を弾圧、1961年には一党制を敷いた。

### クーデター・ボカサ政権

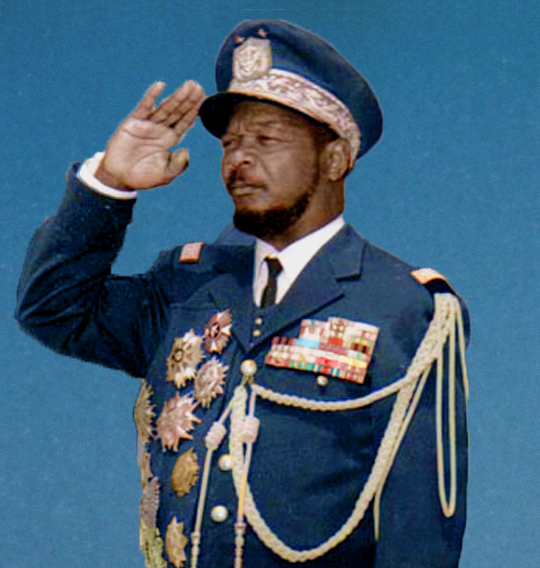
ジャン＝ベデル・ボカサ。

1965年12月、ダッコ大統領のいとこで当時国軍の参謀総長だったジャン＝ベデル・ボカサ中佐による軍事クーデターが起こり、ダッコ政権が転覆。1966年1月、ボカサ中佐が大統領に就任し独裁政治を始めた。ボカサは独裁を強めていき、1972年には終身大統領を宣言、1976年12月には皇帝に即位して、中央アフリカ帝国初代皇帝ボカサ一世を称した。即位1年後の1977年12月4日、ボカサ皇帝は約65億円（2000万ドル）という国家予算の1/4に相当する国費をつぎ込み、贅を尽くしたフランス風の戴冠式を行った。しかし国内では1979年1月には学生の反対デモに対し軍が発砲、多数の死傷者を出すなど、ボカサの暴政に対する批判の声が高まる一方となっていた。

### クーデター・ダッコ政権
1979年9月、ボカサ皇帝の外遊中にフランスが軍事介入を行い、前大統領ダッコを復帰させてボカサを追放し、共和制を復活した。復帰したダッコは新憲法の制定や複数政党制の導入などを行い、1981年3月の選挙ではダッコがアンジュ・フェリクス・パタセらに辛勝して大統領に就任した。しかし対立候補支持派による反政府デモが頻発してすぐに非常事態宣言が出され、ダッコ政権は再び独裁を強めていった。

### クーデター・コリンバ政権
こうした中、1981年9月1日、アンドレ・コリンバ国軍参謀総長によるクーデターが発生し、ダッコ大統領はカメルーンに亡命した。コリンバは憲法と議会を停止し軍事政権を樹立して、1982年と1983年の2度のクーデター未遂をくぐり抜け、1986年には一党制を敷くとともに民政移管を行った。しかしアフリカ諸国の民主化の中で、中央アフリカでも民主化デモが盛んに行われるようになり、1991年にコリンバは複数政党制を導入した。しかしこの時期には財政難によって軍の給与が滞るようになり、1993年5月には給与支払いを求め一時反乱を起こした。

### パタセ政権
1993年9月の選挙でコリンバは落選し、アンジュ・フェリクス・パタセが大統領に就任した。しかし財政難と給与未払いは解消しなかったため軍は不満を強めていき、1996年以降軍は繰り返し反乱を起こすようになった。国内の混乱は収まらず騒乱状態となり、1998年には国際連合中央アフリカ共和国ミッション（MINURCAT）による多国籍軍の駐留が行われた。1999年の大統領選挙で、パタセは再選された。

### クーデター・ボジゼ政権
2003年、チャドのイドリス・デビ大統領の支援を受けたフランソワ・ボジゼがパタセ大統領が国外にいる間に権力の掌握に成功して大統領に就任した。2004年には北東部で反乱軍が蜂起し、中央アフリカ共和国内戦が2007年まで継続したが、一方でボジゼは2005年と2011年の選挙で再選された。

### クーデター・セレカ政権
2012年12月、反政府武装勢力CPSK-CPJP-UFDRの連合体であるセレカが北部および東部の広域を掌握していった。翌年3月には、1月の和平合意を履行しなかったとしてボジゼ政権への攻撃を再開し、24日首都のバンギを制圧した。ボジゼ大統領は隣国コンゴ民主共和国へと脱出し中央アフリカの旧宗主国であるフランスはバンギ空港を確保した。
セレカの主導者ミシェル・ジョトディアが自ら暫定大統領に就任して軍事政権を樹立し、3年後の選挙までニコラ・チャンガイ首相が政権を担うことになった。だが、アフリカ連合はセレカによる首都制圧を非難、加盟国に対し「結束した断固たる行動」を求めた。4月、ジョトディアはアフリカ連合の要求を受け入れ、暫定評議会を設置。ほかに候補者がいないなかで、暫定評議会から大統領に選出された。8月、宣誓式が行われ正式にジョトディアが大統領に就任した。ジョトディア大統領は、中央アフリカの歴史上初めてのイスラム教徒の大統領であった。

### 無政府期
2013年9月にはジョトディア大統領によりセレカの解散が行われたが、単に非合法化されただけで武装組織そのものは温存された。セレカやジョトディア政権に統治能力はなきに等しく、一般市民への弾圧や新たに登場したキリスト教系武装組織、アンチ・バラカなどとの抗争は続き、次第に国内は無政府状態に近い状況に陥った。首都のバンギでも、イスラム教とキリスト教の対立が激化していった。数百人規模の死者が出る状態となったため、2013年12月5日には国際連合のPKOである中央アフリカ支援国際ミッションの派遣が可決され、旧宗主国のフランスやアフリカ連合の治安維持を目的とした派遣軍の軍事介入を受けた。2014年1月10日、混乱を収拾するためにジョトディア大統領とチャンガイ首相が辞任した。2014年2月には、評議会内の選挙によりカトリーヌ・サンバ＝パンザが大統領に選出され、キリスト教徒の立場から国内融和に乗り出した。
2014年2月、国際刑事裁判所 (ICC) の検察官が政治的な混乱の中で行われた人道に対する罪の予備調査を開始、同年4月10日、国連安全保障理事会は中央アフリカにおいて、国外から派遣軍を倍増させる11,800人規模の平和維持活動部隊 (PKO) を発足させる決議案を全会一致で採択。フランス軍に事実上の指揮権を与えた。

### トゥアデラ政権と内戦の継続
2014年7月にはセレカとアンチ・バラカが停戦合意し、2015年5月に国民和解フォーラムが開かれ少年兵350人が解放された。2015年12月から2016年3月にかけ大統領選挙、議会選挙、憲法草案の国民投票が行われ、フォースタン＝アルシャンジュ・トゥアデラ大統領が就任し民政復帰が完了する。セレカは自らの本拠である北部や東部へと撤退したのちいくつかの勢力に分裂し、西部を拠点とし中部に進出したアンチバラカとの間で国土は二分されるようになった。
2017年からはAU主導の調停メカニズム「アフリカ・イニシアティブ」が設置されたものの、国内各武装勢力は軍事衝突や市民への暴行を繰り返し、同年5月だけで数百人の死亡が確認された。さらに同年6月には中部で武力衝突が起き、8月には全土に拡大。2018年2月にも北西部で激しい戦闘が起きた。4月には国連軍と武装勢力が首都バンギで衝突するなど混乱は全く終息せず、5月には人口450万人のうち国外難民が57万人、国内難民が67万人に達し、全人口の4分の1が難民となっていた。2019年2月には政府と14の武装勢力で和平合意の署名が完了したものの国内情勢はなおも混乱しており、12月25日から26日にかけては武装勢力と地元商人が首都バンギで衝突し多数の死者を出した。
2020年12月、反政府勢力である変革のための愛国者同盟（CPC）は、同年12月27日に行われる大統領選と議会選を前に一時的な停戦を発表したが、選挙直前の12月25日に突然撤回。首都を掌握するという最終目標に向けて進軍を再開すると発表した。
2021年1月13日には反政府勢力が首都を攻撃したが、国際連合中央アフリカ多次元統合安定化派遣団（MINUSCA）の部隊が反撃、撃退した。同年1月18日、憲法裁判所はトゥアデラ大統領の再選を発表したが、治安の悪さなどから大統領選に投票したのは有権者3人に1人にとどまった。

## 政治

### 2013年3月まで
中央アフリカは共和制、大統領制をとる立憲国家である。民政復帰前の憲法は2004年12月5日に制定され、同月27日より施行されたもの。
国家元首である大統領は、国民の直接選挙により選出され任期は5年。3選は禁止されている。首相は総選挙の結果に基づき、国民議会が選出する。内閣に相当するものとして閣僚評議会が設置されている。
議会は一院制で、正式名称は国民議会。定数109議席で国民議会議員は直接選挙で選出され、任期は5年である。
主要政党としては、ボジゼ元大統領政権の事実上の与党である国民集合クワ・ナ・クワ（KNK, ボジゼ自身は党員ではなく無所属）、パタセ前大統領の所属する中央アフリカ人民解放運動 (MLPC)、コリンバ元大統領が率いる中央アフリカ民主連合 (RDC) の3党が挙げられる。他には社会民主党 (PSD)、進歩愛国戦線 (FPP)、民主進歩同盟 (ADP)、新進歩同盟 (NDP) といった小政党がある。
反政府武装勢力として「民主復興人民軍」(APRD) があり、主に北部を拠点に活動している。
最高司法機関は最高裁判所 (Cour suprême) である。憲法裁判所も存在する。

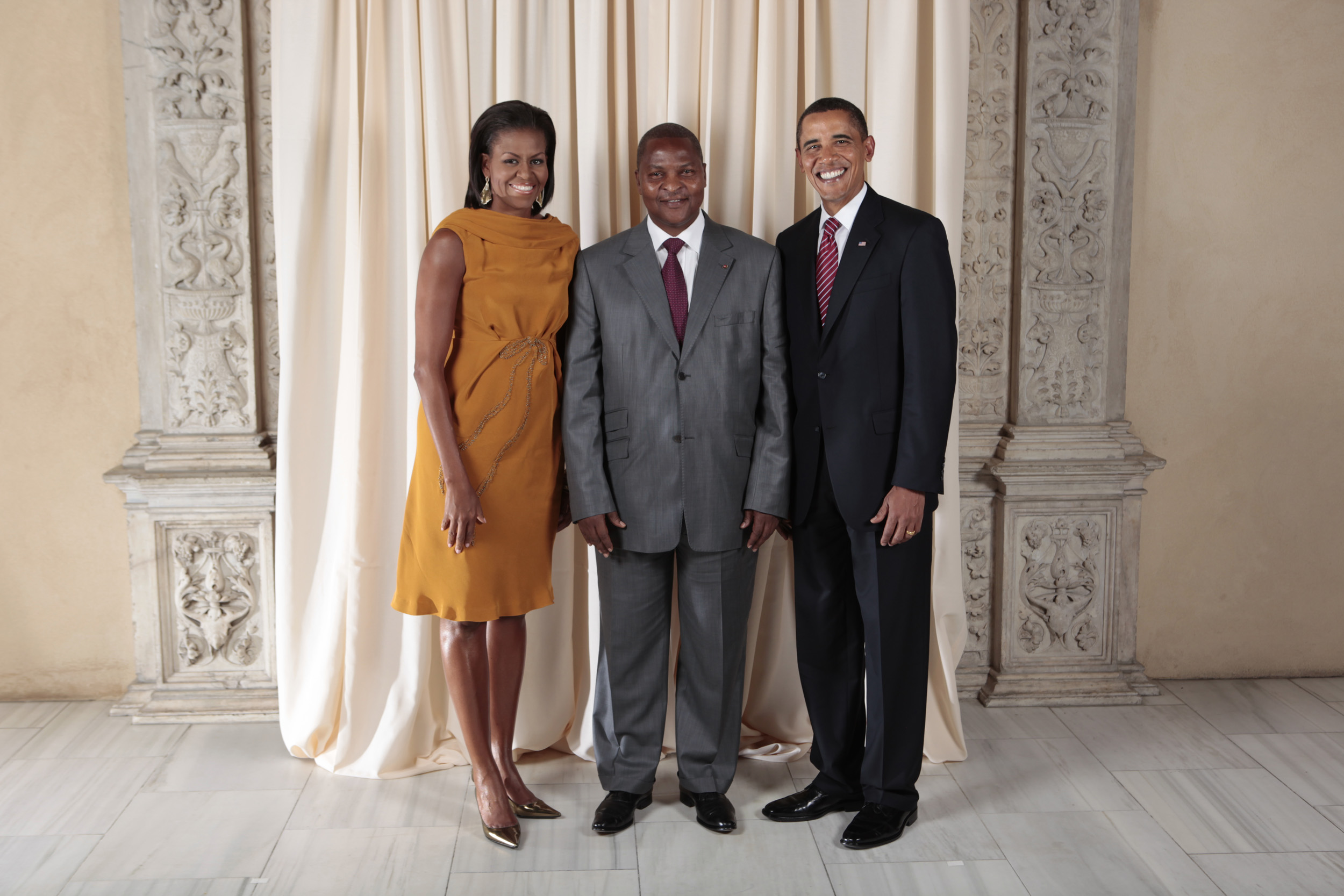
トゥアデラ大統領とアメリカのオバマ大統領夫妻。

### 2013年3月以降
2013年3月、セレカの首都進攻により初めてイスラム政権が誕生した。同年中に2004年に制定された憲法は廃止され、2015年まで有効とする暫定憲法が公布された。議会も解散し、新たな議会として暫定評議会、次いで国民移行評議会（135議席）が設置された。評議会は大統領を選出する機能を有しており、2014年2月には会内の選挙によりサンバ＝パンザを新しい大統領として選出している。2015年12月から2016年3月にかけて大統領選挙と国民議会選挙を実施し、現在のトゥアデラ大統領が就任した。

### 2016年民政復帰以降
中央アフリカは共和制、大統領制をとる立憲国家である。現行の憲法は民政復帰で採択されたもの。2016年2月にはフォースタン＝アルシャンジュ・トゥアデラを新しい大統領として選出している。2019年2月に政府と14の武装勢力の間で和平合意署名が結ばれた。CPCによる攻撃的活動は依然として継続しているが、トゥアデラ大統領は2022年12月に2019年の和平合意に署名した武装勢力4団体の解体式典を開催した。さらに2023年4月に合意に署名した武装勢力を含む武装勢力5団体の解体式典を開催した。
2023年7月に新憲法草案に対する国民投票が行われ、憲法裁判所が国民投票での賛成多数による採択を宣言した。新憲法では、大統領任期の5年から7年への変更、副大統領の新設、国民議会による一院制等が規定されている。

## 軍事
同国軍は地上部隊（航空部隊を含む）、憲兵隊、および国家警察で構成されている。選抜徴兵制が取られており、任期は2年である。

## 地方行政区分

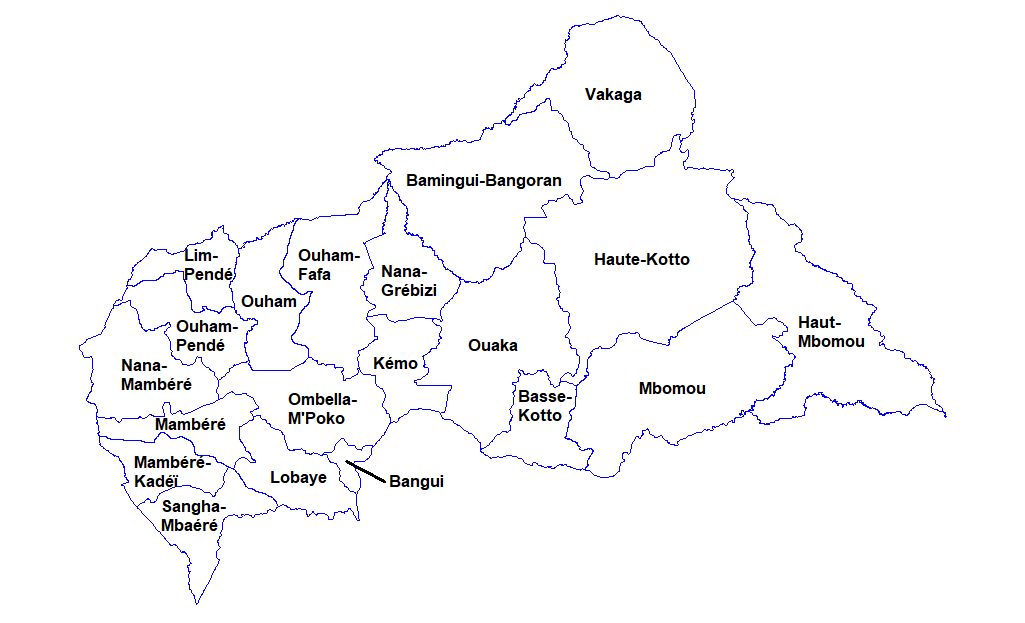
中央アフリカ共和国の州

2021年1月以降、20の州（県とも）に分けられている。また州はさらに84の郡（地区、支庁）に分けられる。
- バミンギ・バンゴラン州 (Bamingui-Bangoran)
- バンギ州 (Bangui)
- バス・コト州 (Basse-Kotto)
- オート・コト州 (Haute-Kotto)
- オー・ムボム州 (Haut-Mbomou)
- ケモ州 (Kémo)
- リム・ペンデ州 (Lim-Pendé)
- ロバイエ州 (Lobaye)
- マンベレ州 (Mambéré)
- マンベレ・カデイ州 (Mambéré-Kadéï)
- ムボム州 (Mbomou)
- ナナ・グリビジ州 (Nana-Grébizi)
- ナナ・メンベレ州 (Nana-Mambéré)
- オンベラ・ムポコ州 (Ombella-M'Poko)
- ワカ州 (Ouaka)
- ウハム州 (Ouham)
- ウハム・ファファ州 (Ouham-Fafa)
- ウハム・ペンデ州 (Ouham-Pendé)
- サンガ・ムバエレ州 (Sangha-Mbaéré)
- バカガ州 (Vakaga)

### 主要都市
中央アフリカ最大の都市は首都のバンギである。バンギはウバンギ川の遡航限界点にあり、政治経済の中心であるほか、大規模な河港が存在して貿易もさかんであり、西のビンボなどの衛星都市も合わせた都市圏人口は79万人（2015年）に達する。バンギ市の規模は国内で突出しており、人口10万人を超える都市は他に存在しない。

## 地理

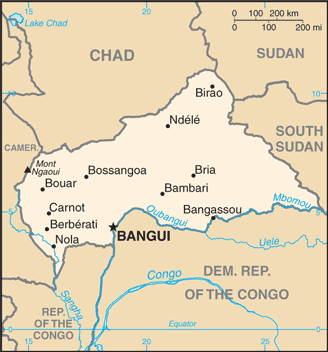
中央アフリカ共和国の地図

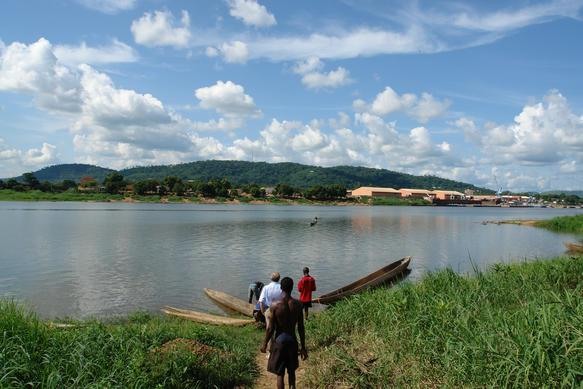
バンギ近くのウバンギ川

国土面積は約623千平方kmで、アメリカのテキサス州よりやや小さい。国土の大部分が海抜600m程度の緩やかな高原となっており、国土中央部を東西に分水界が走っている。この分水界の北は広義のチャド盆地に属し、シャリ川水系となっている。シャリ川は国土中央部に端を発し、北流してチャド湖へと流れ込むほか、この水系に属するロゴーヌ川などいくつかの支流も同様に北流する。分水界の南側はコンゴ川水系であり、広義のコンゴ盆地に属する。コンゴ川最大の支流であるウバンギ川はコンゴ民主共和国との国境をなすほか、バンギまでは大型船舶の遡航が可能であり、重要な交通路となっている。この両河川は同国にとって非常に重要であり、植民地時代の「ウバンギ・シャリ」という植民地名はこれに由来する。このほか、西部にはやはりコンゴ川の支流であるサンガ川が流れている。
北東部にはボンゴ山地が聳え立つ。また北西部にも山地が存在し、カメルーン国境に位置するンガウィ山（標高1,410m）は中央アフリカの最高峰となっている。

### 気候
降水量は緯度にほぼ比例し、南部ほど降水量が多く北に向かうほど乾燥していくが、国土の大部分はサバナ気候(Aw）となっている。ただし国土南端のウバンギ川沿いや南西部は一部に熱帯モンスーン気候（Am）の地域があり、また最も乾燥した北東端はステップ気候（BS)となっている。
植生もこれにほぼ準じ、中部から北部にはサバンナが広がり、南部に全土の8%程度の熱帯雨林がある。

## 経済

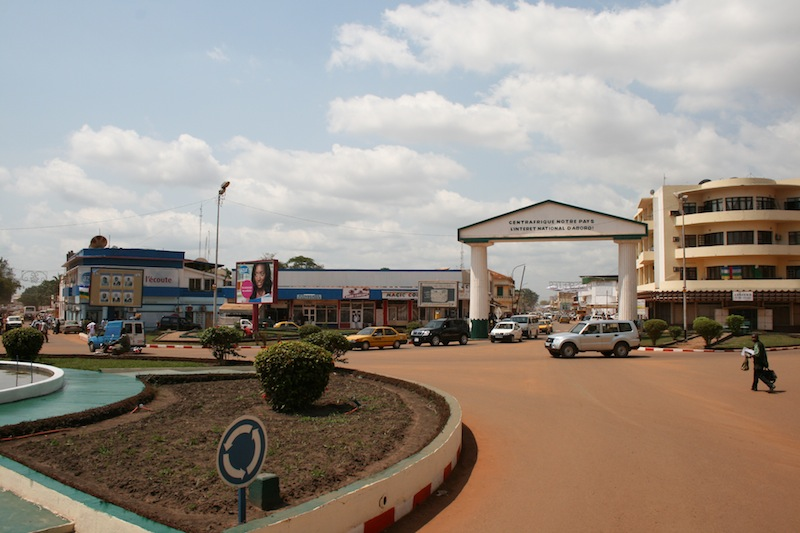
首都バンギ

第一次産業が主であるが、主に中部から北西部で栽培される綿花が輸出の5.8％（2013年）を占め、やや重要であるほかは目ぼしい輸出品はない。農民の大部分は自給農業に携わっており、主にキャッサバ・ヤムイモ・タロイモ・プランテンバナナ・タバコなどを栽培している。
中央アフリカの一次産業で有力なものは南部密林を中心とする林業であり、木材の輸出は2013年に39.9％、2015年にも19.0％といずれも第2位を占めている。
中央アフリカの輸出品は鉱業分野に偏っており、ダイヤモンドやウラン、金など、さまざまな鉱産資源を産出するが、中でも最も重要なのはダイヤモンドであり、2013年には輸出の45.7％を占めていた。しかし、同年5月に紛争ダイヤモンドの輸出を規制するキンバリー・プロセスによって輸出が禁止された。その後、2016年5月には情勢の好転した西部のベルベラティ周辺産出のダイヤモンドに限り輸出が許可されたものの、紛争の続く国土の大部分からの輸出は未だに禁止されている。ダイヤモンド産出は南西部および中部に集中している。日本には木材等が輸出されている。
主要な輸出先はベルギー、中国、ドイツ、アラブ首長国連邦、輸入先はフランス、アメリカ、オランダ、中国の順（2013年）となっている。しかし、内陸国であるため資源の輸送費が高くつき、ウラン利権も関係した政情不安が度重なっている。また、経済も政情不安による大きな打撃を蒙って低迷が続いており、人口の9割は一日2ドル以下で生活している状況で、アフリカ最貧国の一つとなっている。激しい内戦と政権崩壊のあおりを受けて、経済成長率は2013年には-36％にまで落ち込んだが、その後は年率5％程度にまで回復している。政府歳入が不足しているため、1990年代より政府職員の給与不払いが慢性化しており、行政の機能不全やたび重なるクーデターの一因となっている。
2022年4月には、仮想通貨であるビットコインを法定通貨に加える法律案が全会一致で議会で可決され、4月27日に大統領府が承認したと発表した。また、同年7月4日に中央銀行デジタル通貨としてサンゴコイン（Sango Coin）を発表した。サンゴコインはビットコインの価値に裏付けられた暗号通貨と説明されているが、仕組みなどの詳細は明かされていない。サンゴコインは発行が開始されたが、開始数時間で購入されたのは目標の5%強と伸び悩んでいる。

## インフラ

### 交通

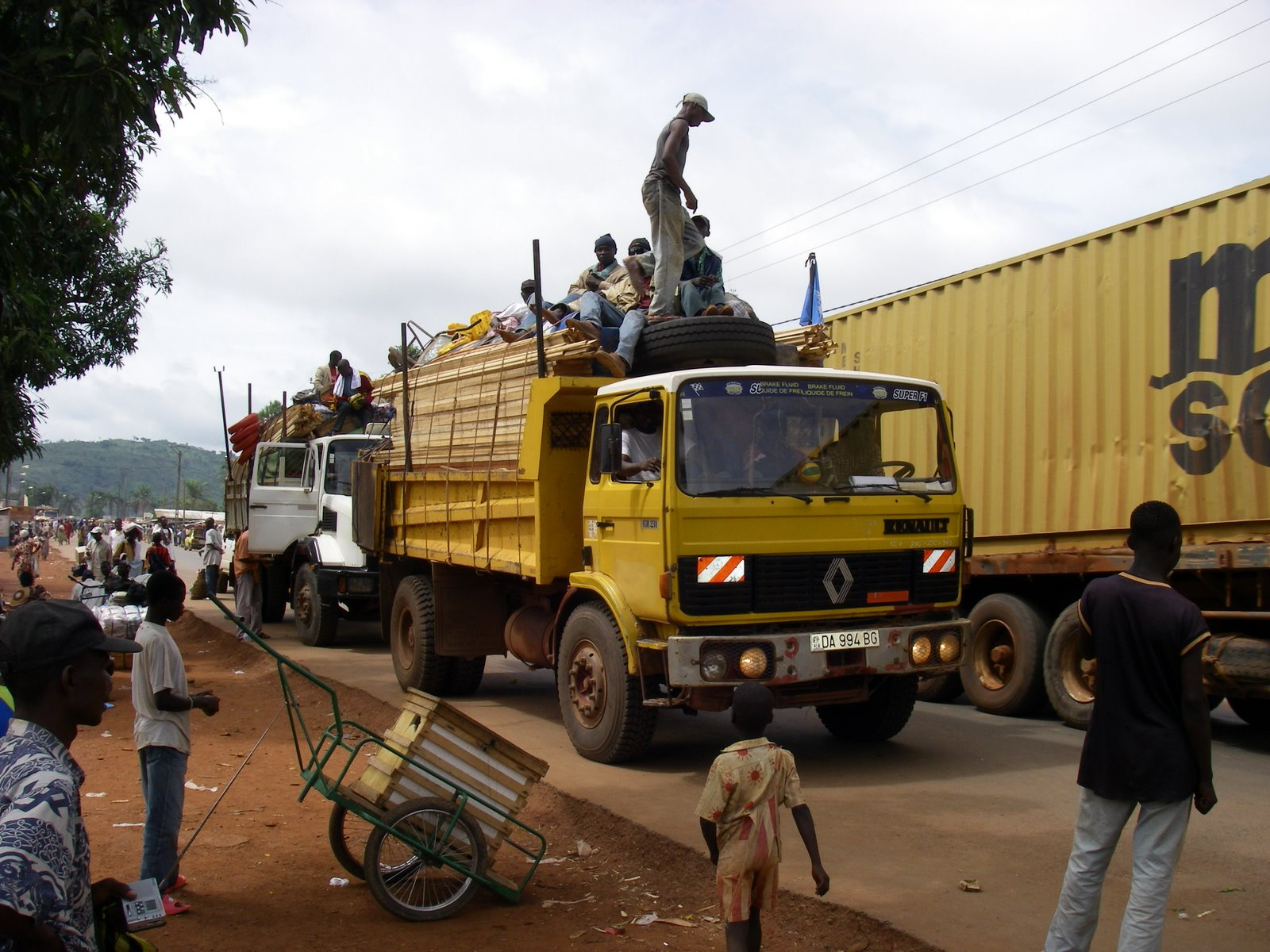
首都バンギを通行するトラック

国内に鉄道は存在せず、道路も首都バンギ周辺のわずかな区間を除き、ほとんどは未舗装となっている。なかでも国外へ抜ける道路は主要経路であると同時に重要な貿易ルートであるが、どこも舗装されていない。
ウバンギ川の航行は下流からバンギまでは可能である。バンギ港はコンゴ川の水運でコンゴ民主共和国のキンシャサやコンゴ共和国のブラザヴィルとつながっており、さらにそこから鉄道で大西洋へと抜けることができるため、重要な貿易ルートとなっているが、両国の政情不安や鉄道の能力不足により、十分に機能しているとは言いがたい。
このため、バンギから西へ進みカメルーンヘ抜けるルートがかわって主流となったが、このルートも舗装はされていない。また、2013年以降の内戦によって陸路はいずれも危険なものとなった。
空運は首都バンギにバンギ・ムポコ国際空港が存在し、近隣諸国から航空便が就航している。

### エネルギー
中央アフリカ共和国では低コストな原料へのアクセスが限られているため水力発電が主流である。電気が使える人口は全体の15.6%に限られ、都市部では34.6%、地方では1.5%に留まる。

### 通信
現在、中央アフリカ共和国では、テレビ局、ラジオ局、インターネット・サービス・プロバイダー、携帯電話会社が活動しており、インターネットと携帯電話へのアクセスでは、ソカテルが国内をリードしている。電気通信に関する政府の主な規制機関は、郵政・通信・新技術省（Ministère des Postes and Télécommunications et des Nouvelles Technologies）である。また、国際電気通信連合のITU電気通信開発部門（ITU-D）から電気通信関連業務に関する国際的な支援を受けインフラの改善を進めている。

## 国際関係

### 日本との関係
- 在留日本人数 - 1人（2023年8月現在）[48]
- 在日中央アフリカ人数 - 14人（2022年12月現在）[49]

### ロシアとの関係
トゥアデラ政権樹立後、大統領の身辺警護や政府軍の訓練にロシアが深く関わっており、民間軍事会社のワグネル・グループの活動も確認されている。2018年7月31日にはワグネルの調査を行っていたロシア人記者3名が死亡する事件が発生した。なお、2023年のワグネルの反乱後、ロシア国内では中央アフリカからワグネルが撤収したとの報道もなされた。
2022年2月にロシアがウクライナへ侵攻を開始し、3月3日に国際連合緊急特別総会で採択されたロシア非難決議（ES-11/1、ES-11/2）では中央アフリカは棄権した。またロシアのドネツク人民共和国およびルガンスク人民共和国の国家承認を、トゥアデラ大統領が支持を表明したとロシアの国営通信社RIAノーボスチが報じている。

## 国民

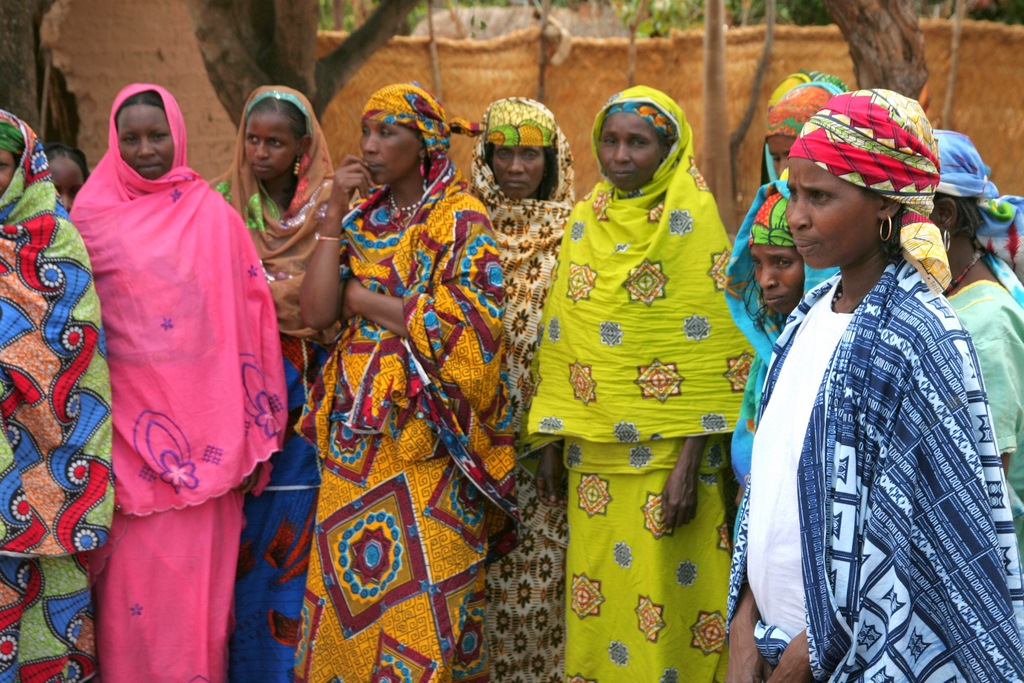
ウハム・ペンデ州の女性グループ

### 人口
中央アフリカの国土は古くから非常に人口密度が低い。人口は1962年に125万人、1988年には253万人、1994年には318万人、2017年には466万人と急増を続けているが、それでも国土全体の人口密度の低さは変わらず、なかでも東部は飛び抜けて人口密度が低い。
国勢調査は独立以降3回実施されており、直近は2003年で総人口は3,895,139人であった。その後は内戦によって実態を掴むことが難しくなり、統計機関の中央アフリカ統計経済社会研究所（ICASEES）は平均2.5%の割合で増加しているとして総人口を推計してきた。2020年で総人口は530万人と推定されている。
ICASEESは2022年に予定されている国勢調査に向けてディジタルマッピングを実施し、2022年3月7日に発表された結果によると総人口は6,091,097人であった。なお45のコミューンはセキュリティの問題からマッピングが見送られたため、今後も増える可能性がある。今回のマッピングは不完全な結果ではあるものの、実人口が推定人口よりも大幅に多いことを示している。マッピングの費用を提供した世界銀行の常駐代表Han Fraetersは、より確実な結果を得るために国勢調査の重要性を訴えた。

### 民族
住民は、アダマワ・ウバンギ系言語を話す民族が中心である。主な民族は、バイヤ族 (33%)、バンダ族 (27%)、マンディア族 (13%)、サラ族 (10%)、ムブーム族 (7%)、ムバカ族 (4%)、ヤコマ族 (4%)、その他 (2%) である。

### 言語
言語は公用語がフランス語である。日常生活では、フランス語とアダマワ・ウバンギ系言語のンバンディ語が混淆して形成されたサンゴ語というクレオール言語が事実上の共通語となっている。

### 宗教

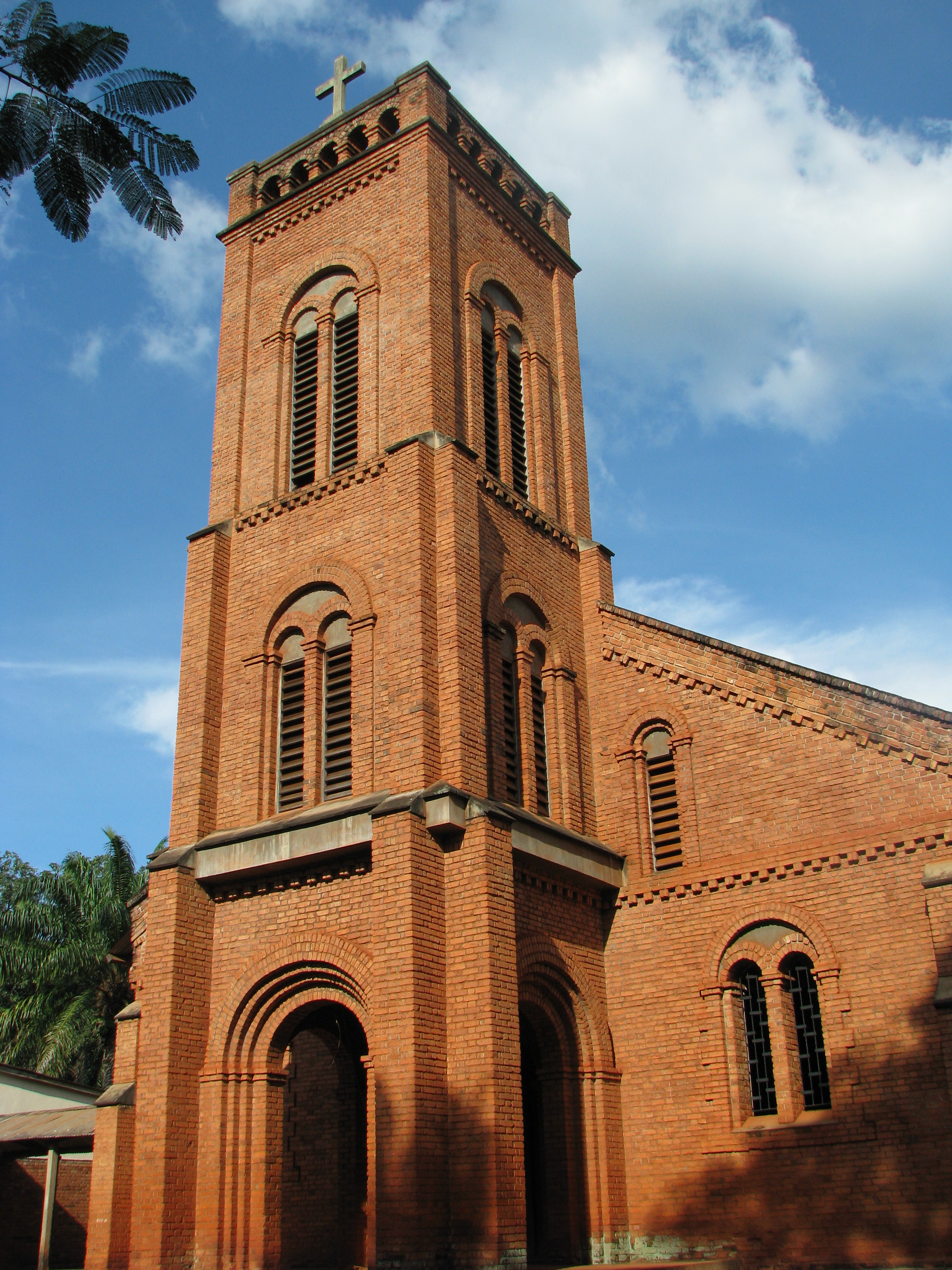
サン＝ピエール・クラバー大聖堂

宗教は、伝統的宗教が24%、プロテスタントが25%、ローマ・カトリックが25%、イスラム教が15%、その他が11%である。宗教対立は従来ほとんど存在しなかったが、2013年に北部のイスラム教徒を主体とするイスラム系武装勢力「セレカ」（Séléka）が首都バンギに侵攻し、キリスト教徒主体の住民を迫害する一方でイスラム教徒を保護したうえ、さらにこれに対抗して結成されたアンチバラカがキリスト教徒の保護とイスラム教徒の迫害を行ったため、わずかな期間で両宗教間の敵意は急速に増大した。

### 教育
同国の教育制度は宗主国であったフランスをモデルとしている面がある。義務教育は6歳から14歳までで、識字率は36.8％(2015年）である。しかし2013年以降激化する内戦によって児童の70％が通学が不可能になり、教育システムに大きな打撃を与えた。2017年時点でも、学校の20％は休校したままとなっている。

## 治安
2013年の内戦勃発以降、治安は非常に不安定であり、周辺国から注意喚起の放送が発信されている。同国の治安はボジゼ政権の崩壊をはじめ、宗教を中核とする武装勢力の誕生とその勢力との抗争などが起き続け、極めて劣悪なものとなっている。その為、国内全域に渡って渡航の中止を求める呼び掛けが続いている。2019年12月には、民兵組織と商人が衝突し、30人が死亡する事件が発生している。

## 文化

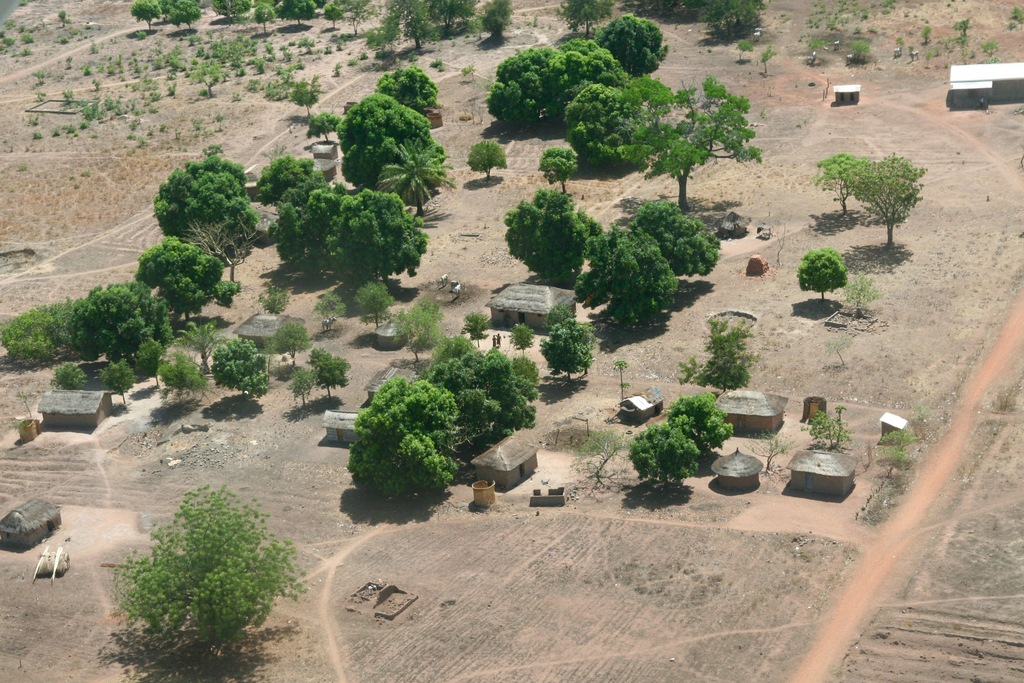
中央アフリカ共和国の農村

### 文学
小説家で詩人であるエティエンヌ・ゴイエミデを輩出した事で知られている。

### 世界遺産
中央アフリカ国内にはユネスコの世界遺産リストに登録された自然遺産が2件存在する。
- マノヴォ＝グンダ・サン・フローリス国立公園（1988年）
- サンガ川流域の3か国保護地域（2012年）- うちザンガ＝ンドキ国立公園を保有。

### 祝祭日
| 日付    | 日本語表記                           | 現地語表記                                              | 備考 |
| ------- | ------------------------------------ | ------------------------------------------------------- | ---- |
| 1月1日  | 元日                                 | Nouvel an                                               |      |
| 3月29日 | 独立の父バルテレミー・ボガンダの命日 | Décès du Fondateur Barthélemy Boganda                   |      |
| 8月13日 | 独立記念日                           | Fête de l'Indépendance                                  |      |
| 12月1日 | 国の祝日                             | Fête nationale, jour de défilé sur l'Avenue des Martyrs |      |

### スポーツ
中央アフリカ共和国ではサッカーが圧倒的に1番人気のスポーツとなっているが、サッカー中央アフリカ代表はFIFAワールドカップおよびアフリカネイションズカップへの出場歴はない。